# Oedopa ascriptiva
Oedopa ascriptiva är en tvåvingeart som beskrevs av Friedrich Georg Hendel 1909. Oedopa ascriptiva ingår i släktet Oedopa och familjen fläckflugor.
Artens utbredningsområde är Utah. Inga underarter finns listade i Catalogue of Life.